# 皮埃尔瓦勒
皮埃尔瓦勒（法語：Pierreval，法語發音：[pjɛʁval]）是法国滨海塞纳省的一个市镇，属于鲁昂区。

## 地理
皮埃尔瓦勒（49°32'33"N, 1°15'23"E）面积3.88 平方千米，位于法国诺曼底大区滨海塞纳省，该省份为法国北部沿海省份，其西部及北部濒大西洋英吉利海峡，东起顺时针与索姆省、瓦兹省、厄尔省和卡爾瓦多斯省接壤。
与皮埃尔瓦勒接壤的市镇（或旧市镇、城区）包括：隆格吕、莫尔尼拉波姆赖、拉吕圣皮埃尔、圣安德烈叙卡伊。

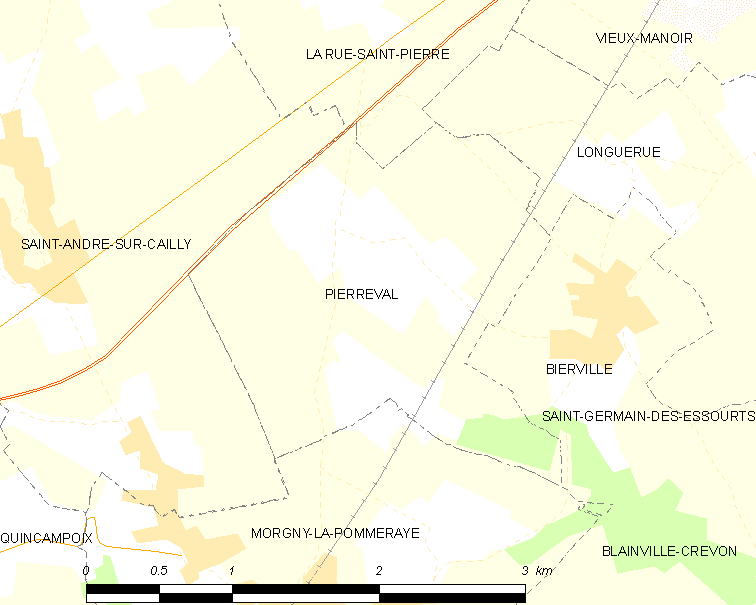
皮埃尔瓦勒的OSM定位图

皮埃尔瓦勒的时区为UTC+01:00、UTC+02:00（夏令时）。

## 行政
皮埃尔瓦勒的邮政编码为76750，INSEE市镇编码为76502。

## 政治
皮埃尔瓦勒所属的省级选区为勒梅尼勒埃纳尔县。

## 人口

1962-2008年间皮埃尔瓦勒人口变化图示

皮埃尔瓦勒于2022年1月1日时的人口数量为522人。